# Nkosazana Dlamini-Zuma
Nkosazana Dlamini-Zuma Clarice (sinh ngày 27 tháng 1 năm 1949), đôi khi được gọi bằng từ viết tắt NDZ, là một chính trị gia và nhà hoạt động chống phân biệt chủng tộc người Nam Phi, hiện đang phục vụ như là Bộ trưởng trong cương vị Chủ tịch cho Ủy ban Kế hoạch Quốc gia về Chính sách và đánh giá. Bà là Bộ trưởng Bộ Y tế của Nam Phi từ năm 1994-1999 dưới thời Tổng thống Nelson Mandela, và sau đó là Bộ trưởng Bộ Ngoại giao, dưới thời các tổng thống Thabo Mbeki và Kgalema Motlanthe. Bà đã được chuyển đến vị trí Bộ trưởng Bộ Nội vụ trong nhiệm kỳ đầu tiên của cựu Tổng thống Jacob Zuma, người mà trước đây bà đã kết hôn được 16 năm.
Vào ngày 15 tháng 7 năm 2012, Dlamini-Zuma được Ủy ban Liên minh châu Phi bầu làm chủ tịch, biến cô thành người phụ nữ đầu tiên lãnh đạo tổ chức (bao gồm người tiền nhiệm là Tổ chức Thống nhất Châu Phi); bà nhậm chức vào ngày 15 tháng 10 năm 2012. Vào ngày 30 tháng 1 năm 2017, bà được Bộ trưởng Ngoại giao Chadian Moussa Faki thay thế làm Chủ tịch Ủy ban AU.
Bà đã ứng cử vào vị trí Chủ tịch Đại hội Dân tộc Phi năm 2017, nhưng đã bị Cyril Ramaphosa đánh bại trong Hội nghị Quốc gia lần thứ 54.

## Những năm đầu
Nkosazana Clarice Dlamini, người Zulu, được sinh ra ở Natal, con cả trong tám người con. Bà đã hoàn thành trung học tại Trường Cao đẳng Đào tạo Amanzimtoti vào năm 1967.
Năm 1971, bà bắt đầu nghiên cứu về động vật học và thực vật học tại Đại học Zululand, nơi bà có bằng Cử nhân Khoa học (BSc). Sau đó, bà bắt đầu nghiên cứu y khoa tại Đại học Natal, nơi bà trở thành một thành viên hoạt động ngầm của Tổ chức Sinh viên Nam Phi, và được bầu làm phó chủ tịch vào năm 1976. Bà bị lưu đày cùng năm và hoàn thành việc học ở nước ngoài tại Đại học Bristol ở Anh vào năm 1978.
Sau đó, bà làm bác sĩ y khoa tại Bệnh viện Chính phủ Mbabane ở Swaziland, nơi cô gặp người chồng tương lai của mình, chủ tịch đảng ANC trước đây Jacob Zuma.

## ANC
Năm 1985, Dlamini-Zuma trở về Vương quốc Anh để hoàn thành bằng tốt nghiệp về sức khỏe trẻ em nhiệt đới từ Trường Y học Nhiệt đới của Đại học Liverpool. Sau khi nhận bằng tốt nghiệp, bà làm việc cho Ủy ban Y tế Khu vực ANC trước khi nhận chức giám đốc của Ủy ban Y tế và Tị nạn, một tổ chức phi chính phủ của Anh. Trong Công ước đàm phán Nam Phi Dân chủ (CODESA) năm 1992, bà là thành viên của Ủy ban Tư vấn Giới tính.
Bà được đề nghị là ứng cử viên ANC có thể cho chức Tổng thống trong cuộc bầu cử năm 2009 và cho vai trò lãnh đạo của đảng.
Dlamini-Zuma đã được đề cử làm phó chủ tịch đảng chính trị của ANC bởi bốn tỉnh liên kết với Tổng thống Thabo Mbeki, trong khi năm tỉnh ủng hộ phó chủ tịch ANC của chồng cũ của bà Jacob Zuma, ưa thích bà làm chủ tịch quốc gia. Bà đã được bầu vào Ủy ban điều hành quốc gia gồm 80 thành viên của ANC vào tháng 12 năm 2007 
Suy đoán về một cuộc cải tổ nội các khác đã nêu lên rằng bà sẽ thay thế bằng Blade Nzimande với tư cách là Bộ trưởng Giáo dục Đại học, vị trí mà bà đã từ chối sau đó.